# タナカ・G・ツヨシ
タナカ・G・ツヨシ（タナカ・ジー・ツヨシ 1980年8月28日 - ）は日本の俳優。大阪府大阪市出身。身長171cm。

## 人物
高校時代から演劇を始め卒業後、本人主催の劇団を立ち上げる。2年後、役者だけをするために主催劇団を解散しフリーの役者に転向。以後、年7 - 8回と様々な劇団の公演に参加しつつ、本人主催のコントユニットなどの企画をしながら数年後、劇団「メロディアスメロン」に所属。同劇団が解散と同時、2007年に何のあてもなく上京。慣れない土地に困惑しつつ約2年の間役者活動を休業する。2009年より再び活動を開始。東京での公演を数回行い、その傍ら照明家としていくつかの公演に携わる。2013年に大阪へ戻りVOGAに所属。現在VOGAでは副座長という肩書きで役者活動をし、現在はフリーの役者でミュージカルにも出演している。

## 略歴

### 舞台
2001年
- 本人主催、劇団クライブ『激烈！夢倶楽部！』脚本、演出、出演
- 南船北馬一団『カラブリテイエン』
- 劇団クライブ『FANTASIA♯1』
- 過激X『ザ・オカマバー』

2002年
- Lowo=Tar=Voga『数独I』
- ムーラ ムラ 二分『ムーラ ムラ 二分』
- 劇団クライブ『こみっく×ぱにっく』
- 劇団メロディアスメロン『約束少年』

2003年
- 劇団メロディアスメロン『レンベルク俳優団』
- ムーラ ムラ 二分『耳ポッポ喰い』
- Lowo=Tar=Voga『isotope』(〜2004)

2004年
- 劇団メロディアスメロン『三月、机の下からヒヤシンス』
- ムーラ村P's『屍フランチャイズ』
- シアターシンクタンク万化『"1869"オーロラ・硝子ノ国/七匹の狼』
- 劇団メロディアスメロン『カラスのもりのもり』
- 発声ムジカ『フィル遊園』

2005年
- 劇団メロディアスメロン『せんわのシェエラザード』
- ムーラ ムラ 二分『着付教室〜AM11:25 ぬかりぎみ〜』
- ントログリセリン『愛、わすれていました』
- 劇団メロディアスメロン『そら飛ぶイカロスを見たか』
- JYRO『夏祭り〜冷めた大地に火を注げ〜』

2006年
- Lowo=Tar=Voga『Ato-Saki』
- 劇団メロディアスメロンのウラ『clover』
- ムーラ ムラ 二分『水無月旧式 酸素融合』
- 劇団メロディアスメロン『サンキューベリベリマッチ、グッバイライフ』

2007年
- Lowo=Tar=Voga『YANAGITA』

上京
- Lowo=Tar=Voga『新青年』

2009年
- ギャングエイジ・シアター『つくりわらい』

2010年
- 乱痴気STARTER『ボクラノブレス』
- 脱線劇団PAGE•ONE パートII『びんぼう神様さま』
- オレたち☆銀賀団『紅葉の色付く頃に-探偵赤城一八の事件簿-』
- ギャングエイジ・シアター『グッバイ・ドリーマー』
- 舞台『蒼穹のファフナー FACT AND RECOLLECTION』

2011年
- 乱痴気STARTER『ゆた』
- 脱線劇団PAGE•ONE パートII『ジョジョに奇妙なスタント使いに挑む熱血刑事物語』
- Lowo=Tar=Voga改め、VOGA『Ato-Saki』大阪公演

2012年
- Lowo=Tar=Voga改め、VOGA『Ato-Saki』東京公演
- 脱線劇団PAGE•ONE パートII『宇宙宅配便ニャマト』
- Mrs.fictions『15みうっちMade』

2013年
- 脱線劇団PAGE•ONE パートII『フックン船長〜ネバネバランドへご招待〜』

帰阪のちVOGAに所属
- VOGA『DIGITALIS〜隠サレヌ恋〜』

2014年
- VOGA『Vector』

2015年
- VOGA『Who』
- VOGA『Lobby』

2016年
- VOGA『Social walk』

VOGAを退団
2018年
- A級MissingLink『パビリオン』

2019年
- 安住の地『ポスト・トゥルース・クレッシェンド・ポリコレパッショナートフィナーレ！』
- 安住の地『Qu’est-ce que c’est que moi?』

2020年
- 安住の地『異郷を羽織る– Drape the Strange land –』
- ISSO演劇PROJECT『BEGINNING－そのはじまり－』

2021年
- 安住の地『ボレロの遡行』
- ワンダーラーファクトリー『INORI trial 2021』
- ISSO演劇PROJECT『ケラとヨトウムシ』
- A級MissingLink『その間にあるもの』
- 安住の地『¡play!』
- ワンダーラーファクトリー『INORO 2021〜君のために僕が祈ろう〜』

### 映像作品
- 『パッチギ！』エキストラ出演 (監督:井筒和幸)
- 「稲川淳二の新・恐怖の百物語」

※出演作品、一部省略